# Bristol Motor

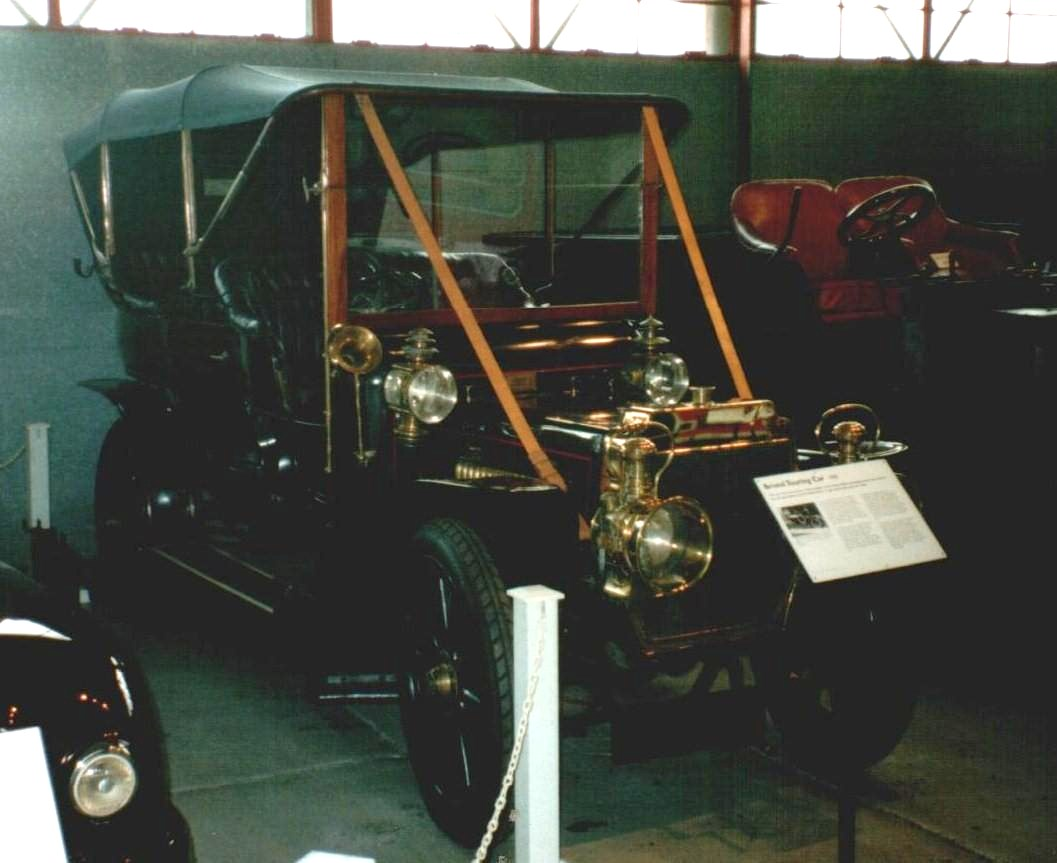
Bristol von 1906

Bristol Motor war ein britischer Hersteller von Automobilen.

## Unternehmensgeschichte
Das Unternehmen Bristol Motor Co in Bristol begann 1902 mit der Produktion von Automobilen. 1904 erfolgte eine Umbenennung in Bristol Motor Co Limited.  1908 endete die Produktion. Insgesamt wurden 24 Fahrzeuge produziert.

## Fahrzeuge
Das erste Modell 10 HP war mit einem Zweizylinder-Frontmotor ausgestattet. Das Fahrzeug ähnelte den damaligen Modellen der Daimler Motor Company und war unter anderem mit Tonneau-Karosserie erhältlich. 1905 kam das Modell 16/20 HP heraus. Es hatte einen Vierzylindermotor mit 3053 cm³ Hubraum. Eine der Karosserievarianten war der Doppelphaeton (offener Viersitzer).
Ein Fahrzeug dieser Marke ist im Bristol Industrial Museum in Bristol zu besichtigen.